# António Mega Ferreira
António Taurino Mega Ferreira GCC • GCCa (Lisboa, 25 de março de 1949 – Lisboa, 26 de dezembro de 2022) foi um escritor, tradutor, jornalista e gestor cultural português.

## Biografia
Recebeu os nomes António Taurino por serem os primeiros nomes dos seus avós, paterno e materno. Frequentou o Liceu Normal de Pedro Nunes, licenciou-se em Direito, pela Faculdade de Direito da Universidade de Lisboa, e estudou Comunicação Social, na Universidade de Manchester.
Estreou-se no jornalismo em 1968, como redactor do Comércio do Funchal, passando depois pelo Jornal Novo, Expresso e O Jornal. Foi chefe de redacção do Jornal de Letras e da RTP2.
Foi colunista do Expresso, Diário Económico, Diário de Notícias, O Independente, Público e das revistas Visão e Egoísta.
Foi diretor editorial da Círculo de Leitores, entre 1986 e 1988, tendo criado a revista LER, que também dirigiu.
Integrou a Comissão Nacional para as Comemorações dos Descobrimentos, tendo dirigido a candidatura de Lisboa à Exposição Mundial de 1998, de que foi comissário executivo.
A 9 de Junho de 1998, foi agraciado com o grau de Grã-Cruz da Ordem Militar de Cristo.
Foi presidente do Conselho de Administração da Parque Expo, de 1999 a 2002. Dirigiu a representação de Portugal na Feira do Livro de Frankfurt, em 1997.
Foi presidente do Conselho de Administração da Fundação Centro Cultural de Belém entre 2006 e 2012.
Foi diretor executivo da Orquestra Metropolitana de Lisboa.
Autor de vários livros, iniciou a sua carreira literária em 1984, tendo publicado mais de 30 obras de ficção, poesia e ensaio.
Venceu em Setembro de 2022 o Grande Prémio de Literatura de Viagens Maria Ondina Braga da Associação Portuguesa de Escritores.
Faleceu a 26 de dezembro de 2022 em Lisboa, aos 73 anos.
A 22 de maio de 2023, foi agraciado, a título póstumo, com o grau de Grã-Cruz da Ordem de Camões.

### Vida pessoal
Foi casado duas vezes, a primeira das quais com Clara Pinto Correia. Em 1997, quando era coordenador da Expo98, sofreu de um adenocarcinoma colo-rectal, de que ficou curado depois de tratamento.

## Obras
| - Graça Morais: linhas da terra (1985) - O heliventilador de Resende (1985) - As palavras difíceis (1991) - Os princípios do fim: poemas 1972-1992 (1992) - Os nomes da Europa (1994) - A borboleta de Nabokov (2000) - A expressão dos afectos (2001) - Amor: novela (2002) - As caixas chinesas (2002) - Retratos de sombra (2003) - O que há-de voltar a passar: narrativa (2003) - Roma: exercícios de reconhecimento (2003) - Fotobiografia Teixeira de Pascoaes (2003) | - Uma caligrafia de prazeres (2003) - Amor (2004) - Fazer pela vida: um retrato de Fernando Pessoa, o empreendedor (2005) - Graça Morais: os olhos azuis do mar (2005) - Abel Salazar: o desenhador compulsivo (2006) - Por D. Quixote : o literato, o justiceiro e o amoroso (2006) - A blusa romena: romance (2008) - Lisboa song (2009) - Roma (2010) - Papéis de jornal: crónicas (2011) - Macedo: uma biografia da infâmia (2011) - Cartas de Casanova: Lisboa 1757 (2013) - O essencial sobre Marcel Proust (2013) - O essencial sobre Albert Camus (2013) - Viagem à literatura europeia (2014) - Vidas instáveis (2014) - Viagens pela ficção hispano-americana (2015) - O essencial sobre Dom Quixote (2016) - Itália - Práticas de viagem (2017) |